# کیوکوشین کان کاراته دو
کیوکوشین کان کاراته دو یکی از سبک‌های آزاد کاراته است که در سال ۲۰۰۲ توسط هاتسو رویاما پایه‌گذاری شد.
کیوکوشین کان از زمان تأسیس تا کنون پیشرفت چشمگیری داشته‌است؛ به طوری که دو دوره مسابقات جهانی در سال‌های ۲۰۰۵ و ۲۰۰۹ در کشورهای روسیه و مجارستان برگزار شد. هرچند این سبک در حال حاضر از سبک کیوکوشین کای کان ضعیف تر است اما انتظار می‌رود با استقبالی که کیوکوشین کاران در بسیاری از نقاط دنیا از سبک تازه تأسیس کانچو رویاما کرده‌اند این سبک در آینده‌ای نزدیک به قدرتمندترین سبک در بین سبک‌های آزاد کاراته تبدیل شود. در حال حاضر رئیس سازمان جهانی کیوکوشین کان کاراته دو کانچو هاتسو رویاما دارای کمربند مشکی دان ۹ است و هنبوی مرکزی کیوکوشین کان در کشور ژاپن و در شهر توکیو قرار دارد.